# 2ТЕ25А
Тепловоз 2ТЕ25А «рос. Витязь» — російський магістральний вантажний двосекційний тепловоз з асинхронним приводом, випускається Брянським машинобудівним заводом.

## Опис
В липні 2006 р. Брянський машинобудівний завод випустив новий магістральний вантажний двосекційний тепловоз 2ТЕ25А «Витязь». 
Компонування тепловоза 2ТЕ25А аналогічна локомотиву 2ТЕ25К «рос. Пересвет» такої ж потужності з колекторними тяговими двигунами. 
При розробці нового локомотива використані сучасні конструкторські рішення: електронна система подачі палива і перепуску наддувочного повітря; електродинамічне гальмо номінальною потужністю 2x2400 кВт з примусовим охолодженням гальмівних резисторів; системи контролю, управління та захисту, виконана на базі мікропроцесорного програмно-апаратного комплексу; гвинтовий маслонаповнений компресор підвищеної продуктивності та ін.
Встановлено модульний дизель-агрегат 21-26ДГ-01, що складається з дванадцятициліндрового дизеля 12ЧН26/26 потужністю 2500 кВт і тягового агрегату АСТГ2 2800/400-1000, змонтованих на загальній піддизельні рамі із застосуванням пружних амортизаторів. 
На тепловозі 2ТЕ25А застосовані нові трьохосьові безщелепні візки з двоступінчатим ресорним підвішуванням і радіальною установкою колісних пар. Асинхронні тягові двигуни АД917УХЛ1 і ДТА-350т мають опорно-осьовий маятниковое підвішування, моторно-осьові підшипники кочення з постійною змазкою. 
Управління частотою і амплітудою змінної напруги, що подається на тягові асинхронні двигуни, здійснюється за допомогою перетворювального блоку, що складається з випрямляча і інвертора на силових IGBT ключах.
Тягові зусилля від кожного візка на кузов секції передаються через низькоопущенний на рівень осей колісних пар шкворневий вузол, що збільшує коефіцієнт використання зчіпної ваги локомотива. 
Кабіна тепловоза являє собою модульну конструкцію. Для оформлення лобової і дахової частин кабіни використаний склопластиковий обтічник. У кабіні встановлені ергономічні пульт управління, крісла машиніста і помічника. 

## Експлуатація
Побудовані тепловози проходять дослідну експлуатацію на Московській залізниці в Брянській області (депо Брянськ-Льговський) або працюють на Далекосхідної залізниці в Амурській області (депо Тинда).

## Модифікації
2ТЕ25АМ - на тепловозі збережена комплектність основного і допоміжного обладнання та загальна компоновка тепловоза. Відмінна особливість нової моделі - дизель-генератор на базі німецького двадцятициліндрового дизеля 20V4000R43 виробництва MTU Friedrichshafen. Випущено три машини даної модифікації